# Сарай (постройка)
Сара́й (тюрк. *saraj: баш. һарай, каз. сарай, узб. saroy) — общее название крытых неотапливаемых нежилых помещений для хранения различного имущества, как правило инструмента, содержания скота либо хранения сена. Может также входить в тюркские названия дворцов и населённых пунктов вокруг них (Бахчисарай, Сарай Бату, Сараево).

## Этимология
Само слово сарай, обозначающее сооружение, восходит к персидскому sarāi, sarā — «дворец». Персидское же восходит к древнеиранскому *srāða, которое родственно гот. hrōt — «крыша». Исконно слово сарай означает значительное по размерам парадное здание, представительное сооружение, являющееся резиденцией царствующих владетельных лиц, высшей знати, собственно дворец. В случае проживания самого владельца предусматривались отдельные помещения или строения как для приближённых чиновников, так и для дворовой обслуги и хозяйственных нужд, в том числе кухни, прачечные, амбары, конюшни и проч. Нередко было построено в виде укрепленного замкового сооружения соответствующей архитектуры.
Отсюда прослеживается заимствование слова для обозначения крупных постоялых дворов (караван-сарай) в городах и на пересечении торговых маршрутов, в комплекс которых могли входить гостиницы, бани, пункты питания (чайхана), таможенные терминалы, гарнизонные и пограничные администрации, склады, конюшни, хлева. В небольших караван-сараях предоставлялись лишь услуги постоя, причём помещения для ночлега и стоянки вьючных животных могли находиться под одной крышей. Санитарно-гигиенические условия в большинстве таких постоялых дворов оставляли желать лучшего, и, вероятно, опираясь на эти смысловые ассоциации слово сарай попало в русский язык. По другой версии, сараем, то есть дворцом, иронично называли бедную русскую избу.
В современных языках — первоисточниках слово сарай продолжает использоваться в исходном значении применительно к административным и культурным учреждениям.

## Разновидности
Владимир Даль указывает такие функции сарая: «уборка туда повозок, упряжи; иногда для сена, соломы, мякины и прочее или для складки тюков товарных и прочего. Смотря по сему, Сарай: каретник, завозня, пелевня, мякинница, амбар, рига и прочее.»